# 九二式重爆撃機
キ20 九二式重爆撃機
九二式重爆撃機（キ20）
- 用途：爆撃機
- 分類：重爆撃機
- 設計者：ユンカース
- 製造者：三菱重工業
- 運用者：日本（陸軍）
- 生産数：6機
- 生産開始：1931年
- 運用状況：退役

九二式重爆撃機（きゅうにしきじゅうばくげきき）は、1930年代の大日本帝国陸軍の試作重爆撃機。キ番号（試作名称）はキ20。呼称・略称は九二式重爆、九二重爆など。
本機の設計元はドイツのユンカース社が開発したユンカース G.38大型旅客機であり、キ20としての製造はそのライセンス生産権を買い取った三菱重工業により生産された。設計主務者は仲田信四郎技師。
当時としては世界的にも破格の大型機であり、翼幅・翼面積は後に開発されるアメリカ陸軍航空軍のB-29よりも大きく、C-2輸送機が登場するまでは日本陸海軍機（日本機）中最大の機体であったため、内外において俗に九二式超重爆撃機、超重爆撃機、超重爆とも称されていた。しかしながら製造中に時代遅れの機体になってしまい、生産は6機で打ち切られ実戦参加することなく退役した。
1938年頃に九二式重爆撃機の後継機として、ユンカース・三菱共同開発でJu 90基本の「キ90」が計画されていたが、情勢悪化により頓挫した。

## 開発経緯
1920年代末、帝国陸軍では将来フィリピンに侵攻する可能性を考慮し、その際に障害となるコレヒドール島のアメリカ軍基地を台湾から長距離爆撃できる機体を発案した。また仮想敵国であったソ連赤軍が大型爆撃機ツポレフ TB-4を開発中との情報もあり、それに対抗できる同等性能の機体が欲されていた。そのような経緯により、三菱に大型爆撃機の開発が命じられることとなった。
1928年（昭和3年）2月の本機の決済案では、「方今世界ニ於ケル軍事航空進歩ノ趨勢ニ鑑ミ帝国陸軍ニ於テモ国内陸上根拠地ヨリ船舶輸送ニ由ルコトナク直接主要作戦地ニ独立飛行シ爆撃及偵察ニ任シ得ヘキ行動半径大ナル超重爆撃機（後略）」とされていた。
当時の日本の技術水準では大搭載量と長距離飛行とを同時に実現できる4発大型機の自力開発は無理であったため、その頃世界最大の単葉陸上機だったドイツのユンカース G.38大型旅客機（正確には同型のユンカース K.51重爆撃機）の製造ライセンスを1928年に三菱が購入し、それを参考にして機体開発を行うこととした。設計・製作にあたってはユンカースの技術者を日本に招聘し、陸軍の指導監督の下で極秘裏に開発が進められた。なお1号機・2号機の主要部品はユンカースから購入・輸入したが（ノックダウン生産）、3号機以降は同社からの部品購入は最小限とし主に国産部品を使用した。

## 完成した試作機

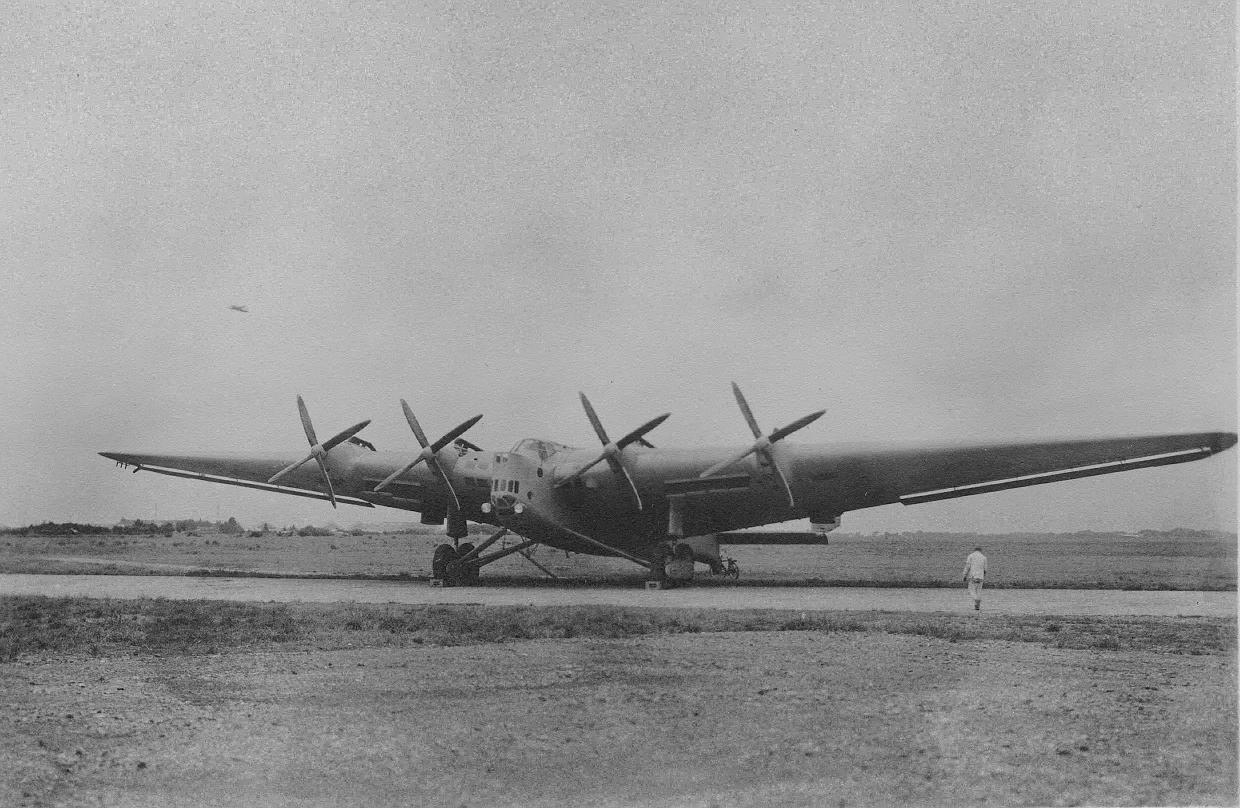
浜松飛行場での九二式重爆

1931年（昭和6年）に試作1号機が完成し、各務原飛行場で初飛行を行った。機体は武装と艤装以外はほぼG.38のままで、ユンカース独特の全翼機構想に基づく大きくて厚い主翼を持ち、胴体や翼は波板外板で覆われていた。主翼内は搭乗者が通行可能で、飛行中にエンジンや翼内タンクを点検することも可能だった。爆弾は胴体と主翼下に懸吊し、旋回機関銃の銃座は機首と胴体背部との他にエンジンナセルの上下にも設けられていた。固定式の主脚はタンデム2輪式で左右1基ずつあり、尾輪も有していた。また3枚の垂直尾翼を持ち、それを上下から挟むように水平尾翼が取り付けられて尾翼全体が箱型になっていた。
本機は試作要領において「自衛用ノ武装及其射界ハ充分ナラシメ掩護ヲ受クルコトナク独立シテ行動シ得ルヲ立前トス」とされているため、胴体中央背面の開放銃座に口径20 mmの機関砲であるエリコン ALを輸入し改修した九四式旋回機関砲1門と、機首と両主翼上面の開放銃座に口径7.7 mmの連装機関銃である八九式旋回機関銃を3挺6口、両主翼下面の昇降式銃塔（通常時は厚い主翼内に格納）に単装機関銃（型式不明）を2挺、を装備していた。
エンジンには当時としては大馬力のユンカース製液冷V型12気筒エンジン「ユ式1型（オリジナル名はL88、出力約800 hp）」を搭載していた。また5号機、6号機では安全性の向上と燃費改善とを目指して液冷直列対向型12気筒ディーゼルエンジン「ユ式ユモ4型（オリジナル名はJumo 204、出力約720 hp）」を搭載した。エンジンは大出力であったものの総重量25tにもなる機体を飛行させるには性能不足で、鈍重な機体（最高速度約200 km/h）であった。また、機体の巨大さゆえ離着陸が他の機種に比べて格段に難しく、着陸の際に接地を感知するための長い棒を胴体にぶら下げるほどであり、実用機とするには様々な問題点があった。しかも試作1号機完成後の製造ペースは1年に1～2機と遅く、さらに5号機の製作中には生産工場が火事に見舞われ、結局6号機まで製作したがその頃には既に時代遅れの機体となり開発は中止とされた。完成した試作機は実戦には参加せず、日本本土や満州で研究のための試験飛行を行うに止まったが、収穫として三菱は本機の製造に際して大型機や全金属製機のノウハウを蓄積することになった。
対米戦用に秘匿され実戦には投入されず旧式化した本機であったが、その巨大な機影は見る者を圧倒するものがあり、陸軍では宣伝目的（プロパガンダ）に本機を積極的に利用した。1940年（昭和15年）1月の観兵式には3機が示威飛行を行い、また雑誌などでも紹介されるなど広く一般に知られるようになった。その後も航空国防博覧会等に展示されるなどし、1機は所沢の航空記念館に終戦時まで保管されていた。

## 性能諸元
※使用単位についてはWikipedia:ウィキプロジェクト 航空/物理単位を参照
- 構造： 中翼単葉、全金属製骨格、波板応力外皮構造、固定脚（ゴム紐緩衝）
- 全長： 23.20 m
- 全幅： 44.00 m
- 全高： 7.00 m
- 主翼面積： 294.0 m2
- 自重： 14,912 kg
- 全備重量： 25,488 kg
- エンジン： 
  - （1 - 4号機）ユ式1型（ユンカース L88） 液冷V型12気筒エンジン （正規出力800 hp）×4
  - （5・6号機）ユ式ユモ4型（ユンカース ユモ204） 液冷直列対向型12気筒ディーゼルエンジン （正規出力720 hp）×4
- プロペラ： 木製固定ピッチ4翅
- 最大速度： 200 km/h
- 航続距離： 2,000 km
- 乗員： 10 名
- 武装：
  - 八九式 7.7 mm 旋回機関銃（連装）×3挺（配置：機首×1、左翼上面×1、右翼上面×1）
  - 型式不明 7.7 mm 旋回機関銃（単装）×2挺（配置：左翼下面×1、右翼下面×1）- 特記：昇降式銃塔に装備（通常時は主翼内に格納）
  - 九四式 20 mm 旋回機関砲（単装）×1門（配置：胴体中央背面×1）
  - 爆弾 正規2,000 kg、最大5,000 kg

## その他
- 2021年（令和3年）12月に岐阜市在住の住民から木製2枚羽根のプロペラ（全長4.5m）が各務原市に寄贈され、各務原市木曽川文化史料館に保管されていた。その後の岐阜かかみがはら航空宇宙博物館の調査で、これが九二式重爆撃機のプロペラであることが判明[注釈 6]。2022年（令和4年）7月13日より岐阜かかみがはら航空宇宙博物館で常設展示となった[1][2]。